# Gérard Besnard
Gérard Besnard (Saint-Symphorien, 9 maggio 1945) è un ciclista su strada francese, professionista dal 1970 al 1976.

## Carriera
Iniziata l'attività di corridore tra i dilettanti nel 1963, passò tra i professionisti nel 1970; il suo risultato di maggior prestigio fu il secondo posto alla Bretagne Classic Ouest-France del 1972.

## Palmarès

### Strada
- 1975

Parigi-Blois
- 1976

Circuit des Deux Ponts
Circuit de la Valle de Creuse